# Gianni Agnelli
Giovanni Agnelli (Turín, 12 de marzo de 1921 - Turín, 24 de enero de 2003) fue un financiero e industrial italiano. Hijo de Edoardo Agnelli (1892-1935) y de la aristócrata italiana Donna Virginia Bourbon del Monte (1899-1945), de los príncipes de San Faustino. Además Donna Virginia ostentaba los títulos de: Noble Romana, Patricia de Ancona y Patricia de Perugia.
Era conocido como Gianni Agnelli, y popularmente como l'Avvocato.
Fue nieto de Giovanni Agnelli, que fue fundador de Fiat junto con otros empresarios del Piamonte, y que se convirtió con el paso del tiempo en el dueño mayoritario de la sociedad, pasando a ser un «negocio familiar». 
El abuelo de Gianni había convertido Fiat en una importante empresa automovilística con intereses en otras ramas, incluso en la industria pesada, hasta que falleció en diciembre de 1945, siendo designado como el heredero su nieto Gianni, ya que su padre, Edoardo, había muerto en 1935 en accidente de avión. En 1945 también falleció, además de su abuelo, su madre, esta última en accidente de coche.

## Biografía
Gianni Agnelli nació en Turín en 1921. 
En 1935 tras el fallecimiento de su padre y heredero de FIAT, Gianni y sus hermanos pasan a ser educados por su abuelo.
Durante la Segunda Guerra Mundial, el joven Gianni lucha junto a las tropas italianas.
En la década de los 20, Giovanni Agnelli había creado el IFI como vehículo financiero de las inversiones de la familia. El propio Agnelli había decidido que la IFI se repartiera entre sus nietos a partes iguales, salvo para Gianni que recibiría el doble que sus hermanos y primos (rama Nasi). Dentro del IFI estaba la propia FIAT, la marca de bebidas Cinzano o la gestión de la estación invernal de Sestriere entre otros activos.
En 1945 cuando fallece su abuelo, el heredero era el propio Gianni pero guiándose por los consejos de su abuelo renunció a la presidencia de la FIAT en favor del Vittorio Valletta quien había sido mano derecha de su abuelo durante décadas.
Gianni Agnelli es nombrado Vicepresidente de la FIAT y se dedica a vivir la buena vida en una villa en el sur de Francia.
El 19 de noviembre de 1953 contrajo matrimonio en Stoffen, Estrasburgo, con la princesa Marella Caracciolo di Castagneto (1927-2019). Con ella tuvo a sus dos hijos: Edoardo (1954-2000) y Margherita (n. 1955).
En 1959 es nombrado Presidente del IFI.
En 1966, Gianni fue nombrado presidente del grupo industrial Fiat que había fundado su abuelo Giovanni I, transformando bajo su mandato el Grupo Fiat en una multinacional multisectorial , apoyándose en el gran desarrollo italiano e internacionalizando la compañía. 

### Primeros pasos hacia la internacionalización de Fiat
Tras asumir su mandato al frente de Fiat, Agnelli puso en marcha un plan de expansión que incluyó la posibilidad de adquirir otros fabricantes de coches con el fin de convertir a Fiat en un conglomerado multinacional. Fue así que en 1968 adquirió un 49% del paquete accionario del fabricante francés Citroën, compartiendo el control de la marca con el fabricante francés de neumáticos Michelin, principal accionista de dicha marca. Esta transacción se llevó a cabo en el marco del acuerdo denominado PARDEVI (Participation et Développement Industriels según sus siglas en francés). Sin embargo, esta sociedad terminó sus acciones en el año 1973, cuando Fiat tuvo que devolver su 49% de participación en PARDEVI debido a que dicha sociedad no satisfizo sus expectativas.
En 1966 rubricó un acuerdo de cooperación con el gobierno de la entonces Unión Soviética, por el cual se creó el holding VAZ primer fabricante ruso de automóviles cuya primera producción se realizó bajo la marca Zhiguli. Las primeras unidades producidas por esta firma estuvieron basadas en el modelo Fiat 124 y eran ofrecidos bajo el nombre VAZ-2101. En 1973 el holding cambió su razón social a AvtoVAZ, mientras que la marca de autos pasó a denominarse Lada. Otra consecuencia de la creación de esta nueva empresa, fue la edificación y fundación del pueblo de Toliatti, en los alrededores de la fábrica y a orillas del río Volga. El nombre de la ciudad fue puesto en honor al fundador del Partido Comunista Italiano, Palmiro Togliatti y en agradecimiento al pueblo italiano.
En 1969, Gianni Agnelli haría tronar el mercado automotor mundial al hacerse con el 50% del control del fabricante Ferrari, al ofrecerle a su propietario Enzo Ferrari una oferta superadora con la cual relegó las aspiraciones de la Ford Motor Company que había manifestado previamente su interés por adquirir al fabricante de coches deportivos. Aquel episodio quedó marcado en la historia debido al repentino cambio de interés por parte de Ferrari, lo que provocó el ingreso de Ford a los circuitos de competición con el fin de desafiar al fabricante italiano.
En octubre del mismo año, la administración Agnelli se hizo con la totalidad de las acciones del Grupo Lancia, poniendo a esta firma bajo la órbita del Grupo Fiat y a su vez, convirtió a la marca Autobianchi (adquirida un año antes) como subsidiaria de la propia Lancia. Al mismo tiempo, celebró un acuerdo con el Gobierno Español con el fin de fortalecer la presencia de la marca SEAT, creada en la década del '50 como subsidiaria de Fiat en España. En 1975, la subsidiaria FIAT Veicoli Industriali firma el acta constitutiva de una nueva empresa que fusionó a otros cinco fabricantes internacionales y que fue bautizada como Iveco.
Bajo su mandato, en 1986 Fiat estiró sus adquisiciones al hacerse con el control total de Alfa Romeo, mientras que en 1993 absorbió al fabricante de automóviles de lujo Maserati, al cual puso bajo la órbita de Ferrari. En 1996 presentó su retiro de la presidencia del grupo, aunque permaneció como Presidente Honorario.

### Últimos años
En 1953 se había casado con la condesa Marella Caracciolo di Castagnetto, con la que tuvo dos hijos: Edoardo Agnelli III y Margherita Agnelli. Tras haberse retirado de la presidencia de Fiat, había traspasado el mando a su hermano menor Umberto, a la vez de preparar a su sobrino mayor Giovanni III para sucederlo, sin embargo este terminó falleciendo en 1997 a la edad de 33 años como consecuencia de una rara enfermedad. Al mismo tiempo, la conversión de Edoardo III al Islam y sus continuas y mediáticas apariciones criticando el accionar financiero de Fiat, fueron motivos suficientes para que Gianni termine por desheredarlo, volcando sus preferencias hacia la descendencia de su hija Margherita. Tras la muerte de Giovanni III, Umberto se hizo cargo de la empresa hasta su muerte ocurrida en 2004. Por su parte, el 15 de noviembre de 2000 Edoardo fue encontrado sin vida en el fondo de un río en Turín, tras haber sufrido un accidente de tráfico en circunstancias extrañas.

### Muerte
Tras las muertes de su sobrino Giovanni en 1997 y de su hijo Edoardo en 2000, la presidencia de Fiat pasó a manos de Umberto Agnelli, con la premisa de cumplir con el deseo de su hermano mayor de que el control de la misma sea cedido a los herederos de su hija Margherita, siendo designado John Elkann hijo mayor de esta última, como heredero de todos los negocios relacionados con la Familia Agnelli. Gianni Agnelli finalmente falleció el 24 de enero de 2003 a los 81 años, víctima de un cáncer de próstata.

## Árbol genealógico resumido de Giovanni Agnelli II
| Edoardo Agnelli I Aniscetta Friscetti | Giovanni Agnelli I Clara Boselli | Edoardo Agnelli II Virginia Bourbon | Umberto Agnelli Allegra Caracciolo     | Andrea Agnelli Emma Winter          | Giacomo Agnelli                                     |
| Edoardo Agnelli I Aniscetta Friscetti | Giovanni Agnelli I Clara Boselli | Edoardo Agnelli II Virginia Bourbon | Umberto Agnelli Allegra Caracciolo     |                                     |                                                     |
| Edoardo Agnelli I Aniscetta Friscetti | Giovanni Agnelli I Clara Boselli | Edoardo Agnelli II Virginia Bourbon | Umberto Agnelli Allegra Caracciolo     | Anna Agnelli                        |                                                     |
| Edoardo Agnelli I Aniscetta Friscetti | Giovanni Agnelli I Clara Boselli | Edoardo Agnelli II Virginia Bourbon |                                        |                                     |                                                     |
| Edoardo Agnelli I Aniscetta Friscetti | Giovanni Agnelli I Clara Boselli | Edoardo Agnelli II Virginia Bourbon | Giovanni Agnelli II Marella Caracciolo | Margheritta Agnelli Alain Elkann    | John Elkann Lavinia Borromeo                        |
| Edoardo Agnelli I Aniscetta Friscetti | Giovanni Agnelli I Clara Boselli | Edoardo Agnelli II Virginia Bourbon | Giovanni Agnelli II Marella Caracciolo |                                     |                                                     |
| Edoardo Agnelli I Aniscetta Friscetti | Giovanni Agnelli I Clara Boselli | Edoardo Agnelli II Virginia Bourbon | Giovanni Agnelli II Marella Caracciolo | Edoardo Agnelli III                 |                                                     |
| Edoardo Agnelli I Aniscetta Friscetti | Giovanni Agnelli I Clara Boselli | Edoardo Agnelli II Virginia Bourbon |                                        |                                     |                                                     |
| Edoardo Agnelli I Aniscetta Friscetti | Giovanni Agnelli I Clara Boselli | Edoardo Agnelli II Virginia Bourbon | Susanna Agnelli Urbano Rattazzi I      | Cristiano Rattazzi Sonia del Carril | Urbano II Rattazzi Alexia Rattazzi Manuela Rattazzi |
| Edoardo Agnelli I Aniscetta Friscetti | Giovanni Agnelli I Clara Boselli |                                     |                                        |                                     |                                                     |
| Edoardo Agnelli I Aniscetta Friscetti | Giovanni Agnelli I Clara Boselli | Caterina Aniceta Agnelli Carlo Nasi |                                        |                                     |                                                     |